# Хартоновцы
Хартоновцы (укр. Хартонівці) — село в Залещицкой городской общине Чортковского района Тернопольской области Украины.
До 2020 года входило в Залещицкий район.
Код КОАТУУ — 6122088705. Население по переписи 2001 года составляло 248 человек.

## Географическое положение
Село Хартоновцы находится на берегу реки Тупа,
выше по течению примыкает село Гиньковцы,
ниже по течению примыкает село Угриньковцы.

## История
- 1493 год — дата основания.

## Объекты социальной сферы
- Школа I ст.
- Клуб.
- Фельдшерско-акушерский пункт.